# Калвера
Калвера (итал. Calvera) је насеље у Италији у округу Потенца, региону Базиликата.
Према процени из 2011. у насељу је живело 319 становника. Насеље се налази на надморској висини од 616 м.

## Становништво
| 1951. | 1961. | 1971. | 1981. | 1991. | 2001. | 2011. |
| ----- | ----- | ----- | ----- | ----- | ----- | ----- |
| 898   | 939   | 932   | 855   | 662   | 584   | 430   |